# Romankenkius sinuosus
Romankenkius sinuosus és una espècie de triclàdide dugèsid que habita els rierols del peu de la muntanya Wellington, Tasmània. Els espècimens vius poden arribar a mesurar entre 20 i 25 mm de longitud i entre 2 i 2,5 mm d'amplada. Presenten una coloració dorsal marró fosc i ventral pàl·lida. Tenen un cap de forma triangular. El nom específic sinuosus ("ondulat") fa referència a l'aparença ondulada del canal de la bursa. R. sinuosus es diferencia de la resta d'espècies de Romankenkius per presentar la papil·la peniana asimètrica, la vesícula seminal tortuosa i allargada, el canal de la bursa ondulat, i l'obertura de la boca en una posició més anterior del normal.